# Basileuterus tristriatus
Mariquita-trilistada ou pula-pula-de-três-listras (Basileuterus tristriatus) é uma espécie de ave da família Parulidae.
Pode ser encontrada nos seguintes países: Bolívia, Colômbia, Costa Rica, Equador, Panamá, Peru e Venezuela.
Os seus habitats naturais são: regiões subtropicais ou tropicais húmidas de alta altitude e florestas secundárias altamente degradadas.